# NGC 5541/2
NGC 5541/2 је спирална галаксија у сазвежђу Волар која се налази на NGC листи објеката дубоког неба.
Деклинација објекта је + 39° 35' 31" а ректасцензија 14h 16m 32,1s. Привидна величина (магнитуда) објекта NGC 5541 износи 14,7 а фотографска магнитуда 15,5. NGC 55412 је још познат и под ознакама UGC 9139, MCG 7-29-59, CGCG 219-65, ARAK 444.